# ترکیب تیم‌های جام ملت‌های اروپا ۲۰۰۴
فهرستی از بازیکنان تیم‌های حاضر در رقابت‌های جام ملت‌های اروپا ۲۰۰۴، که در پرتغال برگزار می‌شود، در این صفحه آمده است. مسابقات در روز ۱۲ ژوئن آغاز شده و پایان آن برای ۴ ژوئیه۲۰۰۴ خاتمه یافت.
هر تیم می‌بایست ۲۳ بازیکن که سه تا از آن‌ها دروازه‌بان هستند، تا ۲ ژوئن معرفی می‌کرد. اگر یکی از بازیکنان به شدت مجروح می‌شد، تیمش می‌توانست برای پیش‌گیری از حضور این بازیکن مصدوم در یورو، تا پیش از شروع مسابقات او را با یک بازیکن دیگر جایگزین می کرد.

## گروه A

### یونان
مربی:  اتو ریهاگل
| شماره | جایگاه    | بازیکن                               | تاریخ تولد/سن            | بازی‌های ملی | باشگاه                       |
| ----- | --------- | ------------------------------------ | ------------------------ | ----------- | ---------------------------- |
| 1     | دروازه‌بان | آنتونیوس نیکوپولیدیس                 | ۱۴ ژانویه ۱۹۷۱ (۳۳ سال)  | 42          | باشگاه فوتبال پاناتینایکوس   |
| 2     | مدافع     | جای ارکس سیتاریدیس                   | ۴ ژوئن ۱۹۸۱ (۲۳ سال)     | 18          | باشگاه فوتبال پاناتینایکوس   |
| 3     | مدافع     | استیلیانوش ونتیدیس                   | ۱۹ نوامبر ۱۹۷۶ (۲۷ سال)  | 36          | باشگاه فوتبال المپیاکوس      |
| 4     | مدافع     | نیکوس دابیزاس                        | ۳ اوت ۱۹۷۳ (۳۰ سال)      | 67          | باشگاه فوتبال لستر سیتی      |
| 5     | مدافع     | ترایانوس دلاس                        | ۳۱ ژانویه ۱۹۷۶ (۲۸ سال)  | 16          | باشگاه فوتبال آ.اس. رم       |
| 6     | هافبک     | آنجلوس باسیناس                       | ۳ ژانویه ۱۹۷۶ (۲۸ سال)   | 42          | باشگاه فوتبال پاناتینایکوس   |
| 7     | هافبک     | تئودوروس زاگوراکیس(کاپیتان (فوتبال)) | ۲۷ اکتبر ۱۹۷۱ (۳۲ سال)   | 88          | باشگاه فوتبال آ. ا. ک آتن    |
| 8     | هافبک     | استلیوش یانوکوپولوش                  | ۱۲ ژوئیه ۱۹۷۴ (۲۹ سال)   | 36          | باشگاه فوتبال بولتون واندررز |
| 9     | مهاجم     | آنجلوس چاریستیس                      | ۹ فوریه ۱۹۸۰ (۲۴ سال)    | 26          | باشگاه ورزشی وردر برمن       |
| 10    | هافبک     | Vassilios Tsiartas                   | ۱۲ نوامبر ۱۹۷۲ (۳۱ سال)  | 57          | باشگاه فوتبال آ. ا. ک آتن    |
| 11    | مهاجم     | دمیس نیکولایدیس                      | ۱۷ سپتامبر ۱۹۷۳ (۳۰ سال) | 50          | باشگاه فوتبال اتلتیکو مادرید |
| 12    | دروازه‌بان | کوستاس چالکیاس                       | ۳۰ مه ۱۹۷۴ (۳۰ سال)      | 4           | باشگاه فوتبال پاناتینایکوس   |
| 13    | دروازه‌بان | فانیس کاتریاناکیس                    | ۱۶ فوریه ۱۹۷۴ (۳۰ سال)   | 6           | باشگاه فوتبال المپیاکوس      |
| 14    | مدافع     | تاکیس فیساس                          | ۱۲ ژوئن ۱۹۷۳ (۳۱ سال)    | 30          | باشگاه فوتبال بنفیکا         |
| 15    | مهاجم     | زیسیس وریزاس                         | ۹ نوامبر ۱۹۷۳ (۳۰ سال)   | 45          | باشگاه فوتبال فیورنتینا      |
| 16    | هافبک     | پانتلیس کافس                         | ۲۴ ژوئن ۱۹۷۸ (۲۵ سال)    | 18          | باشگاه فوتبال المپیاکوس      |
| 17    | هافبک     | Georgios Georgiadis                  | ۸ مارس ۱۹۷۲ (۳۲ سال)     | 57          | باشگاه فوتبال المپیاکوس      |
| 18    | مدافع     | یانیس اگوماس                         | ۲۴ مه ۱۹۷۵ (۲۹ سال)      | 27          | باشگاه فوتبال پاناتینایکوس   |
| 19    | مدافع     | میخالیس کاپسیس                       | ۱۸ اکتبر ۱۹۷۳ (۳۰ سال)   | 8           | باشگاه فوتبال آ. ا. ک آتن    |
| 20    | هافبک     | جورجوس کاراگونیس                     | ۶ مارس ۱۹۷۷ (۲۷ سال)     | 30          | باشگاه فوتبال اینتر میلان    |
| 21    | هافبک     | کوستاس کاتسورانیس                    | ۲۱ ژوئن ۱۹۷۹ (۲۴ سال)    | 5           | باشگاه فوتبال آ. ا. ک آتن    |
| 22    | مهاجم     | دیمیتریس پابادوپولوس                 | ۲۰ سپتامبر ۱۹۸۱ (۲۲ سال) | 6           | باشگاه فوتبال پاناتینایکوس   |
| 23    | هافبک     | واسیلیس لاکیس                        | ۱۰ سپتامبر ۱۹۷۶ (۲۷ سال) | 29          | باشگاه فوتبال آ. ا. ک آتن    |

### پرتغال
مربی:  فیلیپه اسکولاری
| شماره | جایگاه    | بازیکن                          | تاریخ تولد/سن            | بازی‌های ملی | باشگاه                          |
| ----- | --------- | ------------------------------- | ------------------------ | ----------- | ------------------------------- |
| 1     | دروازه‌بان | ریکاردو                         | ۱۱ فوریه ۱۹۷۶ (۲۸ سال)   | 26          | باشگاه فوتبال اسپورتینگ پرتغال  |
| 2     | مدافع     | پائولو فریرا                    | ۱۸ ژانویه ۱۹۷۹ (۲۵ سال)  | 11          | باشگاه فوتبال پورتو             |
| 3     | مدافع     | روی خورخه                       | ۲۷ مارس ۱۹۷۳ (۳۱ سال)    | 42          | باشگاه فوتبال اسپورتینگ پرتغال  |
| 4     | مدافع     | ژرژ آندراده                     | ۹ آوریل ۱۹۷۸ (۲۶ سال)    | 21          | باشگاه فوتبال دپورتیوو لاکرونیا |
| 5     | مدافع     | فرناندو کوتو(کاپیتان (فوتبال))  | ۲ اوت ۱۹۶۹ (۳۴ سال)      | 106         | باشگاه ورزشی لاتزیو             |
| 6     | هافبک     | کاستینا                         | ۱ دسامبر ۱۹۷۴ (۲۹ سال)   | 23          | باشگاه فوتبال پورتو             |
| 7     | هافبک     | لوئیس فیگو                      | ۴ نوامبر ۱۹۷۲ (۳۱ سال)   | 103         | باشگاه فوتبال رئال مادرید       |
| 8     | هافبک     | پتیت                            | ۲۵ سپتامبر ۱۹۷۶ (۲۷ سال) | 19          | باشگاه فوتبال بنفیکا            |
| 9     | مهاجم     | پائولتا                         | ۲۸ آوریل ۱۹۷۳ (۳۱ سال)   | 55          | باشگاه فوتبال پاری سن-ژرمن      |
| 10    | هافبک     | روی کاستا                       | ۲۹ مارس ۱۹۷۲ (۳۲ سال)    | 89          | باشگاه فوتبال آ.ث. میلان        |
| 11    | مهاجم     | سیمائو سابروزا                  | ۳۱ اکتبر ۱۹۷۹ (۲۴ سال)   | 27          | باشگاه فوتبال بنفیکا            |
| 12    | دروازه‌بان | کوئم (بازیکن فوتبال، زاده ۱۹۷۵) | ۱۳ نوامبر ۱۹۷۵ (۲۸ سال)  | 21          | باشگاه ورزشی براگا              |
| 13    | مدافع     | میگل مونتیرو                    | ۴ ژانویه ۱۹۸۰ (۲۴ سال)   | 13          | باشگاه فوتبال بنفیکا            |
| 14    | مدافع     | نونو والنتی                     | ۱۲ سپتامبر ۱۹۷۴ (۲۹ سال) | 9           | باشگاه فوتبال پورتو             |
| 15    | مدافع     | بتو                             | ۳ مه ۱۹۷۶ (۲۸ سال)       | 30          | باشگاه فوتبال اسپورتینگ پرتغال  |
| 16    | مدافع     | ریکاردو کاروالیو                | ۱۸ مه ۱۹۷۸ (۲۶ سال)      | 4           | باشگاه فوتبال پورتو             |
| 17    | مهاجم     | کریستیانو رونالدو               | ۵ فوریه ۱۹۸۵ (۱۹ سال)    | 6           | باشگاه فوتبال منچستر یونایتد    |
| 18    | هافبک     | مانیش                           | ۱۱ نوامبر ۱۹۷۷ (۲۶ سال)  | 7           | باشگاه فوتبال پورتو             |
| 19    | هافبک     | تیاگو مندس                      | ۲ مه ۱۹۸۱ (۲۳ سال)       | 9           | باشگاه فوتبال بنفیکا            |
| 20    | هافبک     | دکو                             | ۲۷ اوت ۱۹۷۷ (۲۶ سال)     | 12          | باشگاه فوتبال پورتو             |
| 21    | مهاجم     | نونو گومژ                       | ۵ ژوئیه ۱۹۷۶ (۲۷ سال)    | 39          | باشگاه فوتبال بنفیکا            |
| 22    | دروازه‌بان | José Moreira                    | ۲۰ مارس ۱۹۸۲ (۲۲ سال)    | 0           | باشگاه فوتبال بنفیکا            |
| 23    | مهاجم     | هلدر پوستیگا                    | ۲ اوت ۱۹۸۲ (۲۱ سال)      | 6           | باشگاه فوتبال تاتنهام هاتسپر    |

### روسیه
مربی: گئورگی یارتسف
| شماره | جایگاه    | بازیکن                          | تاریخ تولد/سن            | بازی‌های ملی | باشگاه                             |
| ----- | --------- | ------------------------------- | ------------------------ | ----------- | ---------------------------------- |
| 1     | دروازه‌بان | Sergei Ovchinnikov              | ۱۰ نوامبر ۱۹۷۰ (۳۳ سال)  | 31          | باشگاه فوتبال لوکوموتیو مسکو       |
| 2     | هافبک     | Vladislav Radimov               | ۲۶ نوامبر ۱۹۷۵ (۲۸ سال)  | 29          | باشگاه فوتبال زنیت سن پترزبورگ     |
| 3     | مهاجم     | دیمیتری سیچو                    | ۲۶ اکتبر ۱۹۸۳ (۲۰ سال)   | 15          | باشگاه فوتبال لوکوموتیو مسکو       |
| 4     | هافبک     | الکسی اسمرتین(کاپیتان (فوتبال)) | ۱ مه ۱۹۷۵ (۲۹ سال)       | 40          | باشگاه فوتبال پورتسموث             |
| 5     | هافبک     | آندری کاریاکا                   | ۱ آوریل ۱۹۷۸ (۲۶ سال)    | 17          | باشگاه فوتبال کریلیا سووتوف سامارا |
| 6     | هافبک     | ایگور سمشوف                     | ۶ آوریل ۱۹۷۸ (۲۶ سال)    | 6           | باشگاه فوتبال تورپدو مسکو          |
| 7     | هافبک     | مارات اسماعیلوف                 | ۲۱ سپتامبر ۱۹۸۲ (۲۱ سال) | 17          | باشگاه فوتبال لوکوموتیو مسکو       |
| 8     | هافبک     | Rolan Gusev                     | ۱۷ سپتامبر ۱۹۷۷ (۲۶ سال) | 25          | باشگاه فوتبال زسکا مسکو            |
| 9     | مهاجم     | دمیتری بولیکین                  | ۲۰ نوامبر ۱۹۷۹ (۲۴ سال)  | 8           | باشگاه فوتبال دینامو مسکو          |
| 10    | هافبک     | الکساندر مستووی                 | ۲۲ اوت ۱۹۶۸ (۳۵ سال)     | 64          | باشگاه فوتبال سلتاویگو             |
| 11    | مهاجم     | الکساندر کرژاکوف                | ۲۷ نوامبر ۱۹۸۲ (۲۱ سال)  | 18          | باشگاه فوتبال زنیت سن پترزبورگ     |
| 12    | دروازه‌بان | ویاچسلاو مالافیف                | ۴ مارس ۱۹۷۹ (۲۵ سال)     | 2           | باشگاه فوتبال زنیت سن پترزبورگ     |
| 13    | مدافع     | رومن شارونوف                    | ۸ سپتامبر ۱۹۷۶ (۲۷ سال)  | 3           | باشگاه فوتبال روبین کازان          |
| 14    | مدافع     | آلکساندر آنیوکوف                | ۲۸ سپتامبر ۱۹۸۲ (۲۱ سال) | 1           | باشگاه فوتبال کریلیا سووتوف سامارا |
| 15    | هافبک     | دیمیتری آلنیچف                  | ۲۰ اکتبر ۱۹۷۲ (۳۱ سال)   | 50          | باشگاه فوتبال پورتو                |
| 16    | مدافع     | وادیم افسیف                     | ۸ ژانویه ۱۹۷۶ (۲۸ سال)   | 9           | باشگاه فوتبال لوکوموتیو مسکو       |
| 17    | مدافع     | دمیتری سنیکوف                   | ۲۴ ژوئن ۱۹۷۶ (۲۷ سال)    | 13          | باشگاه فوتبال لوکوموتیو مسکو       |
| 18    | مهاجم     | دمیتری کیریچنکو                 | ۱۷ ژانویه ۱۹۷۷ (۲۷ سال)  | 4           | باشگاه فوتبال زسکا مسکو            |
| 19    | هافبک     | ولادیمیر بیستروف                | ۳۱ ژانویه ۱۹۸۴ (۲۰ سال)  | 2           | باشگاه فوتبال زنیت سن پترزبورگ     |
| 20    | هافبک     | دمیتری لوسکوف                   | ۱۲ فوریه ۱۹۷۴ (۳۰ سال)   | 13          | باشگاه فوتبال لوکوموتیو مسکو       |
| 21    | مدافع     | آلکسی بوگایف                    | ۲۵ اوت ۱۹۸۱ (۲۲ سال)     | 1           | باشگاه فوتبال تورپدو مسکو          |
| 22    | هافبک     | Evgeni Aldonin                  | ۲۲ ژانویه ۱۹۸۰ (۲۴ سال)  | 12          | باشگاه فوتبال زسکا مسکو            |
| 23    | دروازه‌بان | ایگور آکینفیف                   | ۸ آوریل ۱۹۸۶ (۱۸ سال)    | 1           | باشگاه فوتبال زسکا مسکو            |

### اسپانیا
Manager: ایناکی سائز
| شماره | جایگاه    | بازیکن                  | تاریخ تولد/سن            | بازی‌های ملی | باشگاه                          |
| ----- | --------- | ----------------------- | ------------------------ | ----------- | ------------------------------- |
| 1     | دروازه‌بان | سانتیاگو کانیایزارس     | ۱۸ دسامبر ۱۹۶۹ (۳۴ سال)  | 39          | باشگاه فوتبال والنسیا           |
| 2     | مدافع     | خوان کاپدویلا           | ۳ فوریه ۱۹۷۸ (۲۶ سال)    | 8           | باشگاه فوتبال دپورتیوو لاکرونیا |
| 3     | مدافع     | کارلوس مارچنا           | ۳۱ ژوئیه ۱۹۷۹ (۲۴ سال)   | 22          | باشگاه فوتبال والنسیا           |
| 4     | هافبک     | داوید آلبلدا            | ۱ سپتامبر ۱۹۷۷ (۲۶ سال)  | 23          | باشگاه فوتبال والنسیا           |
| 5     | مدافع     | کارلس پویول             | ۱۳ آوریل ۱۹۷۸ (۲۶ سال)   | 32          | باشگاه فوتبال بارسلونا          |
| 6     | مدافع     | ایوان هلگوئرا           | ۲۸ مارس ۱۹۷۵ (۲۹ سال)    | 43          | باشگاه فوتبال رئال مادرید       |
| 7     | مهاجم     | رائول(کاپیتان (فوتبال)) | ۲۷ ژوئن ۱۹۷۷ (۲۶ سال)    | 79          | باشگاه فوتبال رئال مادرید       |
| 8     | هافبک     | روبن باراخا             | ۱۱ ژوئیه ۱۹۷۵ (۲۸ سال)   | 34          | باشگاه فوتبال والنسیا           |
| 9     | مهاجم     | فرناندو تورس            | ۲۰ مارس ۱۹۸۴ (۲۰ سال)    | 9           | باشگاه فوتبال اتلتیکو مادرید    |
| 10    | مهاجم     | فرناندو مورینتس         | ۵ آوریل ۱۹۷۶ (۲۸ سال)    | 36          | باشگاه فوتبال موناکو            |
| 11    | مهاجم     | آلبرت لوکی              | ۱۱ مارس ۱۹۷۸ (۲۶ سال)    | 9           | باشگاه فوتبال دپورتیوو لاکرونیا |
| 12    | مدافع     | گابری گارسیا            | ۱۰ فوریه ۱۹۷۹ (۲۵ سال)   | 9           | باشگاه فوتبال بارسلونا          |
| 13    | دروازه‌بان | دانیل آرانسوبیا         | ۱۸ سپتامبر ۱۹۷۹ (۲۴ سال) | 7           | باشگاه فوتبال اتلتیک بیلبائو    |
| 14    | هافبک     | ویکنته رودریگز          | ۱۶ ژوئیه ۱۹۸۱ (۲۲ سال)   | 25          | باشگاه فوتبال والنسیا           |
| 15    | مدافع     | رائول براوو             | ۱۴ آوریل ۱۹۸۱ (۲۳ سال)   | 11          | باشگاه فوتبال رئال مادرید       |
| 16    | هافبک     | ژابی آلونسو             | ۲۵ نوامبر ۱۹۸۱ (۲۲ سال)  | 12          | باشگاه فوتبال رئال سوسیداد      |
| 17    | مهاجم     | خوسبا اچبریا            | ۵ سپتامبر ۱۹۷۷ (۲۶ سال)  | 51          | باشگاه فوتبال اتلتیک بیلبائو    |
| 18    | مدافع     | César Martín            | ۳ آوریل ۱۹۷۷ (۲۷ سال)    | 9           | باشگاه فوتبال دپورتیوو لاکرونیا |
| 19    | هافبک     | خواکین سانچز            | ۲۱ ژوئیه ۱۹۸۱ (۲۲ سال)   | 23          | باشگاه فوتبال رئال بتیس         |
| 20    | هافبک     | ژاوی                    | ۲۵ ژانویه ۱۹۸۰ (۲۴ سال)  | 26          | باشگاه فوتبال بارسلونا          |
| 21    | هافبک     | خوان کارلوس والرون      | ۱۷ ژوئن ۱۹۷۵ (۲۸ سال)    | 42          | باشگاه فوتبال دپورتیوو لاکرونیا |
| 22    | مدافع     | خوان گوتیهررز (خوانیتو) | ۲۳ ژوئیه ۱۹۷۶ (۲۷ سال)   | 7           | باشگاه فوتبال رئال بتیس         |
| 23    | دروازه‌بان | ایکر کاسیاس             | ۲۰ مه ۱۹۸۱ (۲۳ سال)      | 39          | باشگاه فوتبال رئال مادرید       |

## گروه B

### کرواسی
مربی: اتو باریچ
| شماره | جایگاه    | بازیکن                           | تاریخ تولد/سن            | بازی‌های ملی | باشگاه                        |
| ----- | --------- | -------------------------------- | ------------------------ | ----------- | ----------------------------- |
| 1     | دروازه‌بان | ولادیمیر واسیلی                  | ۶ ژوئیه ۱۹۷۵ (۲۸ سال)    | 2           | Varteks                       |
| 2     | مدافع     | ماریو توکیچ                      | ۲۳ ژوئیه ۱۹۷۵ (۲۸ سال)   | 15          | باشگاه فوتبال گراتس           |
| 3     | مدافع     | یوسیپ شیمونیچ                    | ۱۸ فوریه ۱۹۷۸ (۲۶ سال)   | 27          | باشگاه فوتبال هرتابرلین       |
| 4     | مدافع     | استیه‌پان توماس                   | ۶ مارس ۱۹۷۶ (۲۸ سال)     | 37          | باشگاه فوتبال فنرباغچه        |
| 5     | مدافع     | ایگور تودور                      | ۱۶ آوریل ۱۹۷۸ (۲۶ سال)   | 39          | باشگاه فوتبال یوونتوس         |
| 6     | مدافع     | بوریس ژیوکوویچ(کاپیتان (فوتبال)) | ۱۵ نوامبر ۱۹۷۵ (۲۸ سال)  | 36          | باشگاه فوتبال اشتوتگارت       |
| 7     | هافبک     | میلان راپاییچ                    | ۱۶ اوت ۱۹۷۳ (۳۰ سال)     | 42          | Ancona                        |
| 8     | هافبک     | داریو سرنا                       | ۱ مه ۱۹۸۲ (۲۲ سال)       | 18          | باشگاه فوتبال شاختار دونتسک   |
| 9     | مهاجم     | دادو پرشو                        | ۵ نوامبر ۱۹۷۴ (۲۹ سال)   | 12          | باشگاه فوتبال موناکو          |
| 10    | هافبک     | نیکو کواچ                        | ۱۵ اکتبر ۱۹۷۱ (۳۲ سال)   | 39          | باشگاه فوتبال هرتابرلین       |
| 11    | مهاجم     | تومو شوکوتا                      | ۸ آوریل ۱۹۷۷ (۲۷ سال)    | 5           | باشگاه فوتبال بنفیکا          |
| 12    | دروازه‌بان | تامیسلاو بیتینا                  | ۳۰ مارس ۱۹۷۴ (۳۰ سال)    | 14          | باشگاه فوتبال کلوب بروژ       |
| 13    | مدافع     | داریو شیمیچ                      | ۱۲ نوامبر ۱۹۷۵ (۲۸ سال)  | 67          | باشگاه فوتبال آ.ث. میلان      |
| 14    | مدافع     | ماتو نرتیاک                      | ۳ ژوئن ۱۹۷۹ (۲۵ سال)     | 7           | باشگاه فوتبال هایدوک اسپلیت   |
| 15    | هافبک     | یورکو لیکو                       | ۹ آوریل ۱۹۸۰ (۲۴ سال)    | 19          | باشگاه فوتبال دینامو کی‌یف     |
| 16    | هافبک     | مارکو بابیچ                      | ۲۸ ژانویه ۱۹۸۱ (۲۳ سال)  | 16          | باشگاه فوتبال بایر ۰۴ لورکوزن |
| 17    | مهاجم     | ایوان کلاسنیچ                    | ۲۹ ژانویه ۱۹۸۰ (۲۴ سال)  | 5           | باشگاه ورزشی وردر برمن        |
| 18    | مهاجم     | ایویکا اولیچ                     | ۱۴ سپتامبر ۱۹۷۹ (۲۴ سال) | 23          | باشگاه فوتبال زسکا مسکو       |
| 19    | مهاجم     | Ivica Mornar                     | ۱۲ ژانویه ۱۹۷۴ (۳۰ سال)  | 18          | باشگاه فوتبال پورتسموث        |
| 20    | هافبک     | Đovani Roso                      | ۱۷ نوامبر ۱۹۷۲ (۳۱ سال)  | 15          | باشگاه فوتبال مکابی حیفا      |
| 21    | مدافع     | رابرت کواچ                       | ۶ آوریل ۱۹۷۴ (۳۰ سال)    | 38          | باشگاه فوتبال بایرن مونیخ     |
| 22    | هافبک     | Nenad Bjelica                    | ۲۰ اوت ۱۹۷۱ (۳۲ سال)     | 7           | باشگاه فوتبال کایزرسلاوترن    |
| 23    | دروازه‌بان | جویی دیدولوکا                    | ۱۴ اکتبر ۱۹۷۷ (۲۶ سال)   | 1           | باشگاه فوتبال آستریا وین      |

### انگلیس
مربی:  سون یوران اریکسون
| شماره | جایگاه    | بازیکن                                 | تاریخ تولد/سن            | بازی‌های ملی | باشگاه                        |
| ----- | --------- | -------------------------------------- | ------------------------ | ----------- | ----------------------------- |
| 1     | دروازه‌بان | دیوید جیمز                             | ۱ اوت ۱۹۷۰ (۳۳ سال)      | 24          | باشگاه فوتبال منچستر سیتی     |
| 2     | مدافع     | گری نویل                               | ۱۸ فوریه ۱۹۷۵ (۲۹ سال)   | 63          | باشگاه فوتبال منچستر یونایتد  |
| 3     | مدافع     | اشلی کول                               | ۲۰ دسامبر ۱۹۸۰ (۲۳ سال)  | 26          | باشگاه فوتبال آرسنال          |
| 4     | هافبک     | استیون جرارد                           | ۳۰ مه ۱۹۸۰ (۲۴ سال)      | 24          | باشگاه فوتبال لیورپول         |
| 5     | مدافع     | جان تری (بازیکن فوتبال)                | ۷ دسامبر ۱۹۸۰ (۲۳ سال)   | 8           | باشگاه فوتبال چلسی            |
| 6     | مدافع     | سول کمپل                               | ۱۸ سپتامبر ۱۹۷۴ (۲۹ سال) | 58          | باشگاه فوتبال آرسنال          |
| 7     | هافبک     | دیوید بکام(کاپیتان (فوتبال))           | ۲ مه ۱۹۷۵ (۲۹ سال)       | 68          | باشگاه فوتبال رئال مادرید     |
| 8     | هافبک     | پل اسکولز                              | ۱۶ نوامبر ۱۹۷۴ (۲۹ سال)  | 62          | باشگاه فوتبال منچستر یونایتد  |
| 9     | مهاجم     | وین رونی                               | ۲۴ اکتبر ۱۹۸۵ (۱۸ سال)   | 13          | باشگاه فوتبال اورتون          |
| 10    | مهاجم     | مایکل اوون                             | ۱۴ دسامبر ۱۹۷۹ (۲۴ سال)  | 56          | باشگاه فوتبال لیورپول         |
| 11    | هافبک     | فرانک لمپارد                           | ۲۰ ژوئن ۱۹۷۸ (۲۵ سال)    | 19          | باشگاه فوتبال چلسی            |
| 12    | مدافع     | وین بریج                               | ۵ اوت ۱۹۸۰ (۲۳ سال)      | 17          | باشگاه فوتبال چلسی            |
| 13    | دروازه‌بان | پل رابینسون (بازیکن فوتبال، زاده ۱۹۷۹) | ۱۵ اکتبر ۱۹۷۹ (۲۴ سال)   | 5           | باشگاه فوتبال تاتنهام هاتسپر  |
| 14    | مدافع     | فیل نویل                               | ۲۱ ژانویه ۱۹۷۷ (۲۷ سال)  | 48          | باشگاه فوتبال منچستر یونایتد  |
| 15    | مدافع     | لدلی کینگ                              | ۱۲ اکتبر ۱۹۸۰ (۲۳ سال)   | 5           | باشگاه فوتبال تاتنهام هاتسپر  |
| 16    | مدافع     | جیمی کرگر                              | ۲۸ ژانویه ۱۹۷۸ (۲۶ سال)  | 12          | باشگاه فوتبال لیورپول         |
| 17    | هافبک     | نیکی بات                               | ۲۱ ژانویه ۱۹۷۵ (۲۹ سال)  | 35          | باشگاه فوتبال منچستر یونایتد  |
| 18    | هافبک     | اوون هارگریوز                          | ۲۰ ژانویه ۱۹۸۱ (۲۳ سال)  | 19          | باشگاه فوتبال بایرن مونیخ     |
| 19    | هافبک     | جو کول                                 | ۸ نوامبر ۱۹۸۱ (۲۲ سال)   | 17          | باشگاه فوتبال چلسی            |
| 20    | هافبک     | کیرون دایر                             | ۲۹ دسامبر ۱۹۷۸ (۲۵ سال)  | 22          | باشگاه فوتبال نیوکاسل یونایتد |
| 21    | مهاجم     | امیل هسکی                              | ۱۱ ژانویه ۱۹۷۸ (۲۶ سال)  | 42          | باشگاه فوتبال بیرمنگام سیتی   |
| 22    | دروازه‌بان | یان واکر                               | ۳۱ اکتبر ۱۹۷۱ (۳۲ سال)   | 4           | باشگاه فوتبال لستر سیتی       |
| 23    | مهاجم     | داریوس واسل                            | ۱۳ ژوئن ۱۹۸۰ (۲۳ سال)    | 18          | باشگاه فوتبال استون ویلا      |

### فرانسه
مربی: ژاک سانتینی
| شماره | جایگاه    | بازیکن                        | تاریخ تولد/سن            | بازی‌های ملی | باشگاه                       |
| ----- | --------- | ----------------------------- | ------------------------ | ----------- | ---------------------------- |
| 1     | دروازه‌بان | میکائیل لاندرو                | ۱۴ مه ۱۹۷۹ (۲۵ سال)      | 3           | باشگاه فوتبال نانت           |
| 2     | مدافع     | ژان-آلاین بومسانگ             | ۱۴ دسامبر ۱۹۷۹ (۲۴ سال)  | 7           | باشگاه فوتبال اوسر           |
| 3     | مدافع     | بیسنته لیزارازو               | ۹ دسامبر ۱۹۶۹ (۳۴ سال)   | 93          | باشگاه فوتبال بایرن مونیخ    |
| 4     | هافبک     | پاتریک ویرا                   | ۲۳ ژوئن ۱۹۷۶ (۲۷ سال)    | 69          | باشگاه فوتبال آرسنال         |
| 5     | مدافع     | ویلیام گالاس                  | ۱۷ اوت ۱۹۷۷ (۲۶ سال)     | 18          | باشگاه فوتبال چلسی           |
| 6     | هافبک     | کلود ماکلله                   | ۱۸ فوریه ۱۹۷۳ (۳۱ سال)   | 34          | باشگاه فوتبال چلسی           |
| 7     | هافبک     | رابرت پیرس                    | ۲۹ اکتبر ۱۹۷۳ (۳۰ سال)   | 74          | باشگاه فوتبال آرسنال         |
| 8     | مدافع     | مارسل دسایی(کاپیتان (فوتبال)) | ۷ سپتامبر ۱۹۶۸ (۳۵ سال)  | 114         | باشگاه فوتبال چلسی           |
| 9     | مهاجم     | لوئیس ساها                    | ۸ اوت ۱۹۷۸ (۲۵ سال)      | 4           | باشگاه فوتبال منچستر یونایتد |
| 10    | هافبک     | زین‌الدین زیدان                | ۲۳ ژوئن ۱۹۷۲ (۳۱ سال)    | 88          | باشگاه فوتبال رئال مادرید    |
| 11    | مهاجم     | سیلوین ویلتورد                | ۱۰ مه ۱۹۷۴ (۳۰ سال)      | 66          | باشگاه فوتبال آرسنال         |
| 12    | مهاجم     | تیری آنری                     | ۱۷ اوت ۱۹۷۷ (۲۶ سال)     | 60          | باشگاه فوتبال آرسنال         |
| 13    | مدافع     | میکاییل سیلوستره              | ۹ اوت ۱۹۷۷ (۲۶ سال)      | 30          | باشگاه فوتبال منچستر یونایتد |
| 14    | هافبک     | ژروم روتن                     | ۳۱ مارس ۱۹۷۸ (۲۶ سال)    | 5           | باشگاه فوتبال موناکو         |
| 15    | مدافع     | لیلیان تورام                  | ۱ ژانویه ۱۹۷۲ (۳۲ سال)   | 99          | باشگاه فوتبال یوونتوس        |
| 16    | دروازه‌بان | فابین بارتز                   | ۲۸ ژوئن ۱۹۷۱ (۳۲ سال)    | 66          | باشگاه فوتبال المپیک مارسی   |
| 17    | هافبک     | الیویه داکو                   | ۲۵ سپتامبر ۱۹۷۴ (۲۹ سال) | 19          | باشگاه فوتبال آ.اس. رم       |
| 18    | هافبک     | بنوآ پدرتی                    | ۱۲ نوامبر ۱۹۸۰ (۲۳ سال)  | 16          | باشگاه فوتبال سوشو           |
| 19    | مدافع     | ویلی سانیول                   | ۱۸ مارس ۱۹۷۷ (۲۷ سال)    | 24          | باشگاه فوتبال بایرن مونیخ    |
| 20    | مهاجم     | دیوید ترزگه                   | ۱۵ اکتبر ۱۹۷۷ (۲۶ سال)   | 50          | باشگاه فوتبال یوونتوس        |
| 21    | مهاجم     | استیو مارلت                   | ۱۰ ژانویه ۱۹۷۴ (۳۰ سال)  | 23          | باشگاه فوتبال المپیک مارسی   |
| 22    | مهاجم     | سیدنی گووو                    | ۲۷ ژوئیه ۱۹۷۹ (۲۴ سال)   | 12          | باشگاه فوتبال المپیک لیون    |
| 23    | دروازه‌بان | گرگوری کوپت                   | ۳۱ دسامبر ۱۹۷۲ (۳۱ سال)  | 8           | باشگاه فوتبال المپیک لیون    |

### سوئیس
مربی: کوبی کون
| شماره | جایگاه    | بازیکن                       | تاریخ تولد/سن            | بازی‌های ملی | باشگاه                            |
| ----- | --------- | ---------------------------- | ------------------------ | ----------- | --------------------------------- |
| 1     | دروازه‌بان | Jörg Stiel(کاپیتان (فوتبال)) | ۳ مارس ۱۹۶۸ (۳۶ سال)     | 18          | باشگاه فوتبال بروسیا مونشن‌گلادباخ |
| 2     | مدافع     | برنت هاس                     | ۸ آوریل ۱۹۷۸ (۲۶ سال)    | 30          | باشگاه فوتبال وست برومویچ آلبیون  |
| 3     | مدافع     | Bruno Berner                 | ۲۱ نوامبر ۱۹۷۷ (۲۶ سال)  | 16          | باشگاه فوتبال فرایبورگ            |
| 4     | مدافع     | Stéphane Henchoz             | ۷ سپتامبر ۱۹۷۴ (۲۹ سال)  | 67          | باشگاه فوتبال لیورپول             |
| 5     | مدافع     | Murat Yakin                  | ۱۵ سپتامبر ۱۹۷۴ (۲۹ سال) | 43          | باشگاه فوتبال بازل                |
| 6     | هافبک     | یوهان ووگل                   | ۸ مارس ۱۹۷۷ (۲۷ سال)     | 65          | باشگاه فوتبال پی‌اس‌وی آیندهوون     |
| 7     | هافبک     | ریکاردو کاباناس              | ۱۷ ژانویه ۱۹۷۹ (۲۵ سال)  | 19          | باشگاه فوتبال گراس‌هاپر زوریخ      |
| 8     | هافبک     | وافائل ویکی                  | ۲۶ آوریل ۱۹۷۷ (۲۷ سال)   | 54          | باشگاه فوتبال هامبورگ             |
| 9     | مهاجم     | الکساندر فرای                | ۱۵ ژوئیه ۱۹۷۹ (۲۴ سال)   | 28          | باشگاه فوتبال رن                  |
| 10    | هافبک     | هاکان یاکین                  | ۲۲ فوریه ۱۹۷۷ (۲۷ سال)   | 34          | باشگاه فوتبال اشتوتگارت           |
| 11    | مهاجم     | استفان چاپیوسات              | ۲۸ ژوئن ۱۹۶۹ (۳۴ سال)    | 101         | باشگاه ورزشی یانگ بویز برن        |
| 12    | دروازه‌بان | پاسکال زوبربالر              | ۸ ژانویه ۱۹۷۱ (۳۳ سال)   | 22          | باشگاه فوتبال بازل                |
| 13    | مدافع     | Marco Zwyssig                | ۲۴ اکتبر ۱۹۷۱ (۳۲ سال)   | 20          | باشگاه فوتبال بازل                |
| 14    | مدافع     | لودوویک مانین                | ۲۰ آوریل ۱۹۷۹ (۲۵ سال)   | 15          | باشگاه ورزشی وردر برمن            |
| 15    | هافبک     | دنیل جیگیکس                  | ۲۸ اوت ۱۹۸۱ (۲۲ سال)     | 4           | باشگاه فوتبال زوریخ               |
| 16    | هافبک     | Fabio Celestini              | ۳۱ اکتبر ۱۹۷۵ (۲۸ سال)   | 28          | باشگاه فوتبال المپیک مارسی        |
| 17    | مدافع     | کریستوفو سپایکر              | ۳۰ مارس ۱۹۷۸ (۲۶ سال)    | 8           | باشگاه فوتبال گراس‌هاپر زوریخ      |
| 18    | هافبک     | بنجامین هاگل                 | ۷ ژوئیه ۱۹۷۷ (۲۶ سال)    | 8           | باشگاه فوتبال بازل                |
| 19    | هافبک     | تانکیلو بارنتا               | ۲۲ مه ۱۹۸۵ (۱۹ سال)      | 0           | باشگاه فوتبال سنت گالن            |
| 20    | مدافع     | پاتریک مولر                  | ۱۷ دسامبر ۱۹۷۶ (۲۷ سال)  | 45          | باشگاه فوتبال المپیک لیون         |
| 21    | مهاجم     | Milaim Rama                  | ۲۹ فوریه ۱۹۷۶ (۲۸ سال)   | 6           | باشگاه فوتبال تون                 |
| 22    | مهاجم     | یوهان وونلانتن               | ۱ فوریه ۱۹۸۶ (۱۸ سال)    | 2           | باشگاه فوتبال پی‌اس‌وی آیندهوون     |
| 23    | دروازه‌بان | Sébastien Roth               | ۱ آوریل ۱۹۷۸ (۲۶ سال)    | ?           | باشگاه فوتبال سروت ۱۸۹۰           |

## گروه C

### بلغارستان
مربی: پلامن مارکوف
| شماره | جایگاه    | بازیکن                           | تاریخ تولد/سن           | بازی‌های ملی | باشگاه                         |
| ----- | --------- | -------------------------------- | ----------------------- | ----------- | ------------------------------ |
| 1     | دروازه‌بان | Zdravko Zdravkov                 | ۴ اکتبر ۱۹۷۰ (۳۳ سال)   | 65          | باشگاه فوتبال لیتکس لووچ       |
| 2     | مدافع     | Vladimir Ivanov                  | ۶ فوریه ۱۹۷۳ (۳۱ سال)   | 4           | Lokomotiv Plovdiv              |
| 3     | مدافع     | Rosen Kirilov                    | ۴ ژانویه ۱۹۷۳ (۳۱ سال)  | 41          | باشگاه فوتبال لیتکس لووچ       |
| 4     | مدافع     | Ivaylo Petkov                    | ۷ دسامبر ۱۹۷۵ (۲۸ سال)  | 50          | باشگاه فوتبال فنرباغچه         |
| 5     | مدافع     | Zlatomir Zagorčić                | ۱۵ ژوئن ۱۹۷۱ (۳۲ سال)   | 22          | باشگاه فوتبال لیتکس لووچ       |
| 6     | مدافع     | Kiril Kotev                      | ۸ آوریل ۱۹۸۲ (۲۲ سال)   | 1           | Lokomotiv Plovdiv              |
| 7     | هافبک     | Daniel Borimirov                 | ۱۵ ژانویه ۱۹۷۰ (۳۴ سال) | 65          | باشگاه فوتبال لفسکی صوفیه      |
| 8     | هافبک     | میلن پتکوو                       | ۱۲ ژانویه ۱۹۷۴ (۳۰ سال) | 38          | باشگاه فوتبال آ. ا. ک آتن      |
| 9     | مهاجم     | دیمیتار برباتوف                  | ۳۰ ژانویه ۱۹۸۱ (۲۳ سال) | 31          | باشگاه فوتبال بایر ۰۴ لورکوزن  |
| 10    | هافبک     | Velizar Dimitrov                 | ۱۳ آوریل ۱۹۷۹ (۲۵ سال)  | 12          | باشگاه فوتبال زسکا صوفیه       |
| 11    | مهاجم     | Zdravko Lazarov                  | ۲۰ فوریه ۱۹۷۶ (۲۸ سال)  | 7           | باشگاه فوتبال غازی عینتاب‌اسپور |
| 12    | دروازه‌بان | Stoyan Kolev                     | ۳ فوریه ۱۹۷۶ (۲۸ سال)   | 5           | باشگاه فوتبال زسکا صوفیه       |
| 13    | مدافع     | Georgi Peev                      | ۱۱ مارس ۱۹۷۹ (۲۵ سال)   | 38          | باشگاه فوتبال دینامو کی‌یف      |
| 14    | مهاجم     | Georgi Chilikov                  | ۲۳ اوت ۱۹۷۸ (۲۵ سال)    | 5           | باشگاه فوتبال لفسکی صوفیه      |
| 15    | هافبک     | ماریان خریستوف                   | ۲۹ ژوئیه ۱۹۷۳ (۳۰ سال)  | 39          | باشگاه فوتبال کایزرسلاوترن     |
| 16    | مهاجم     | Vladimir Manchev                 | ۶ اکتبر ۱۹۷۷ (۲۶ سال)   | 15          | باشگاه فوتبال لیل              |
| 17    | هافبک     | مارتین پتروف                     | ۱۵ ژانویه ۱۹۷۹ (۲۵ سال) | 40          | باشگاه فوتبال وولفسبورگ        |
| 18    | مدافع     | Predrag Pažin                    | ۱۴ مارس ۱۹۷۳ (۳۱ سال)   | 30          | باشگاه فوتبال شاختار دونتسک    |
| 19    | هافبک     | استیلیان پتروف(کاپیتان (فوتبال)) | ۵ ژوئیه ۱۹۷۹ (۲۴ سال)   | 49          | باشگاه فوتبال سلتیک            |
| 20    | مهاجم     | Valeri Bojinov                   | ۱۵ فوریه ۱۹۸۶ (۱۸ سال)  | 2           | باشگاه فوتبال لچه              |
| 21    | مهاجم     | Zoran Janković                   | ۸ فوریه ۱۹۷۴ (۳۰ سال)   | 17          | باشگاه فوتبال دالیان هایچانگ   |
| 22    | مدافع     | ایلیان استویانوف                 | ۲۰ ژانویه ۱۹۷۷ (۲۷ سال) | 24          | باشگاه فوتبال لفسکی صوفیه      |
| 23    | دروازه‌بان | Dimitar Ivankov                  | ۳۰ اکتبر ۱۹۷۵ (۲۸ سال)  | 27          | باشگاه فوتبال لفسکی صوفیه      |

### دانمارک
مربی: مورتن اولسن
| شماره | جایگاه    | بازیکن                        | تاریخ تولد/سن           | بازی‌های ملی | باشگاه                        |
| ----- | --------- | ----------------------------- | ----------------------- | ----------- | ----------------------------- |
| 1     | دروازه‌بان | توماس سورنسن                  | ۱۲ ژوئن ۱۹۷۶ (۲۸ سال)   | 37          | باشگاه فوتبال استون ویلا      |
| 2     | مدافع     | کسپر بوگلوند                  | ۸ اکتبر ۱۹۸۰ (۲۳ سال)   | 11          | باشگاه فوتبال پی‌اس‌وی آیندهوون |
| 3     | مدافع     | رنی هنریکسن(کاپیتان (فوتبال)) | ۲۷ اوت ۱۹۶۹ (۳۴ سال)    | 62          | باشگاه فوتبال پاناتینایکوس    |
| 4     | مدافع     | مارتین لارسن                  | ۲۶ ژوئیه ۱۹۷۷ (۲۶ سال)  | 36          | باشگاه فوتبال آ.ث. میلان      |
| 5     | مدافع     | نیکولاس جنسن                  | ۱۷ اوت ۱۹۷۴ (۲۹ سال)    | 32          | باشگاه فوتبال بروسیا دورتموند |
| 6     | مدافع     | توماس هلوگ                    | ۲۴ ژوئن ۱۹۷۱ (۳۲ سال)   | 88          | باشگاه فوتبال اینتر میلان     |
| 7     | هافبک     | توماس گروسن                   | ۱۱ مارس ۱۹۷۶ (۲۸ سال)   | 45          | باشگاه فوتبال اورتون          |
| 8     | مهاجم     | یسپر گرونیائر                 | ۱۲ اوت ۱۹۷۷ (۲۶ سال)    | 47          | باشگاه فوتبال چلسی            |
| 9     | هافبک     | یان دال توماسون               | ۲۹ اوت ۱۹۷۶ (۲۷ سال)    | 61          | باشگاه فوتبال آ.ث. میلان      |
| 10    | هافبک     | مارتین یورگنسن                | ۶ اکتبر ۱۹۷۵ (۲۸ سال)   | 50          | باشگاه فوتبال اودینزه         |
| 11    | مهاجم     | ابه ساند                      | ۱۹ ژوئیه ۱۹۷۲ (۳۱ سال)  | 63          | باشگاه فوتبال شالکه ۰۴        |
| 12    | هافبک     | توماس کالنبرگ                 | ۲۰ مارس ۱۹۸۳ (۲۱ سال)   | 2           | باشگاه فوتبال بروندبی         |
| 13    | مدافع     | پر کرولجروپ                   | ۳۱ ژوئیه ۱۹۷۹ (۲۴ سال)  | 5           | باشگاه فوتبال اودینزه         |
| 14    | هافبک     | کلاس جنسن                     | ۲۹ آوریل ۱۹۷۷ (۲۷ سال)  | 30          | باشگاه فوتبال چارلتون اتلتیک  |
| 15    | هافبک     | دنیل ینسن                     | ۲۵ ژوئن ۱۹۷۹ (۲۴ سال)   | 7           | باشگاه فوتبال رئال مورسیا     |
| 16    | دروازه‌بان | Peter Skov-Jensen             | ۹ ژوئن ۱۹۷۱ (۳۳ سال)    | 2           | باشگاه فوتبال میتیولن         |
| 17    | هافبک     | کریستین پولسن                 | ۲۸ فوریه ۱۹۸۰ (۲۴ سال)  | 19          | باشگاه فوتبال شالکه ۰۴        |
| 18    | مدافع     | بریان پریسکی                  | ۱۴ مه ۱۹۷۷ (۲۷ سال)     | 6           | باشگاه فوتبال خنک             |
| 19    | مهاجم     | دنیس رومدال                   | ۲۲ ژوئیه ۱۹۷۸ (۲۵ سال)  | 42          | باشگاه فوتبال پی‌اس‌وی آیندهوون |
| 20    | هافبک     | Kenneth Perez                 | ۲۹ اوت ۱۹۷۴ (۲۹ سال)    | 7           | باشگاه فوتبال آزد آلکمار      |
| 21    | مهاجم     | پیتر مدسن                     | ۲۶ آوریل ۱۹۷۸ (۲۶ سال)  | 10          | باشگاه فوتبال بوخوم           |
| 22    | دروازه‌بان | استفان اندرسن                 | ۲۶ نوامبر ۱۹۸۱ (۲۲ سال) | 1           | AB                            |
| 23    | مهاجم     | پیتر لوونکرندز                | ۲۹ ژانویه ۱۹۸۰ (۲۴ سال) | 11          | باشگاه فوتبال رنجرز           |

### ایتالیا
مربی: جووانی تراپاتونی
| شماره | جایگاه    | بازیکن                           | تاریخ تولد/سن            | بازی‌های ملی | باشگاه                    |
| ----- | --------- | -------------------------------- | ------------------------ | ----------- | ------------------------- |
| 1     | دروازه‌بان | جانلوئیجی بوفون                  | ۲۸ ژانویه ۱۹۷۸ (۲۶ سال)  | 41          | باشگاه فوتبال یوونتوس     |
| 2     | مدافع     | کریستین پانوچی                   | ۱۲ آوریل ۱۹۷۳ (۳۱ سال)   | 44          | باشگاه فوتبال آ.اس. رم    |
| 3     | مدافع     | ماسیمو اوددو                     | ۱۴ ژوئن ۱۹۷۶ (۲۷ سال)    | 13          | باشگاه ورزشی لاتزیو       |
| 4     | هافبک     | کریستیانو زانتی                  | ۱۴ آوریل ۱۹۷۷ (۲۷ سال)   | 20          | باشگاه فوتبال اینتر میلان |
| 5     | مدافع     | فابیو کاناوارو(کاپیتان (فوتبال)) | ۱۳ سپتامبر ۱۹۷۳ (۳۰ سال) | 80          | باشگاه فوتبال اینتر میلان |
| 6     | مدافع     | ماتئو فرراری                     | ۵ دسامبر ۱۹۷۹ (۲۴ سال)   | 18          | باشگاه فوتبال پارما       |
| 7     | مهاجم     | آلساندرو دل‌پیرو                  | ۹ نوامبر ۱۹۷۴ (۲۹ سال)   | 63          | باشگاه فوتبال یوونتوس     |
| 8     | هافبک     | جنارو گتوزو                      | ۹ ژانویه ۱۹۷۸ (۲۶ سال)   | 29          | باشگاه فوتبال آ.ث. میلان  |
| 9     | مهاجم     | کریستین ویری                     | ۱۲ ژوئیه ۱۹۷۳ (۳۰ سال)   | 40          | باشگاه فوتبال اینتر میلان |
| 10    | مهاجم     | فرانچسکو توتی                    | ۲۷ سپتامبر ۱۹۷۶ (۲۷ سال) | 40          | باشگاه فوتبال آ.اس. رم    |
| 11    | مهاجم     | برناردو کوررادی                  | ۳۰ مارس ۱۹۷۶ (۲۸ سال)    | 10          | باشگاه ورزشی لاتزیو       |
| 12    | دروازه‌بان | فرانچسکو تولدو                   | ۲ دسامبر ۱۹۷۱ (۳۲ سال)   | 28          | باشگاه فوتبال اینتر میلان |
| 13    | مدافع     | الساندرو نستا                    | ۱۹ مارس ۱۹۷۶ (۲۸ سال)    | 62          | باشگاه فوتبال آ.ث. میلان  |
| 14    | هافبک     | استفانو فیوره                    | ۱۷ آوریل ۱۹۷۵ (۲۹ سال)   | 33          | باشگاه ورزشی لاتزیو       |
| 15    | مدافع     | جوزپه فاوالی                     | ۸ ژانویه ۱۹۷۲ (۳۲ سال)   | 10          | باشگاه ورزشی لاتزیو       |
| 16    | هافبک     | مائورو کامورانزی                 | ۴ اکتبر ۱۹۷۶ (۲۷ سال)    | 8           | باشگاه فوتبال یوونتوس     |
| 17    | مهاجم     | مارکو دی وایو                    | ۱۵ ژوئیه ۱۹۷۶ (۲۷ سال)   | 12          | باشگاه فوتبال یوونتوس     |
| 18    | مهاجم     | آنتونیو کاسانو                   | ۱۲ ژوئیه ۱۹۸۲ (۲۱ سال)   | 3           | باشگاه فوتبال آ.اس. رم    |
| 19    | مدافع     | جانلوکا زامبروتا                 | ۱۹ فوریه ۱۹۷۷ (۲۷ سال)   | 41          | باشگاه فوتبال یوونتوس     |
| 20    | هافبک     | سیمونه پروتا                     | ۱۷ سپتامبر ۱۹۷۷ (۲۶ سال) | 17          | باشگاه فوتبال کیه‌وو ورونا |
| 21    | هافبک     | آندره‌آ پیرلو                     | ۱۹ مه ۱۹۷۹ (۲۵ سال)      | 18          | باشگاه فوتبال آ.ث. میلان  |
| 22    | دروازه‌بان | آنجلو پروتزی                     | ۱۶ فوریه ۱۹۷۰ (۳۴ سال)   | 26          | باشگاه ورزشی لاتزیو       |
| 23    | مدافع     | مارکو ماتراتسی                   | ۱۹ اوت ۱۹۷۳ (۳۰ سال)     | 14          | باشگاه فوتبال اینتر میلان |

### سوئد
مربیان: لارس لاگربک و تامی سادربرگ
| شماره | جایگاه    | بازیکن                                    | تاریخ تولد/سن            | بازی‌های ملی | باشگاه                        |
| ----- | --------- | ----------------------------------------- | ------------------------ | ----------- | ----------------------------- |
| 1     | دروازه‌بان | آندریاس ایساکسون                          | ۳ اکتبر ۱۹۸۱ (۲۲ سال)    | 20          | باشگاه فوتبال دیورگاردن       |
| 2     | مدافع     | تدی لوچیچ                                 | ۱۵ آوریل ۱۹۷۳ (۳۱ سال)   | 62          | باشگاه فوتبال بایر ۰۴ لورکوزن |
| 3     | مدافع     | اولاف ملبرگ                               | ۳ سپتامبر ۱۹۷۷ (۲۶ سال)  | 45          | باشگاه فوتبال استون ویلا      |
| 4     | مدافع     | یوهان مجالبی(کاپیتان (فوتبال))            | ۹ فوریه ۱۹۷۱ (۳۳ سال)    | 41          | باشگاه فوتبال سلتیک           |
| 5     | مدافع     | اریک ادمان                                | ۱۱ نوامبر ۱۹۷۸ (۲۵ سال)  | 22          | باشگاه فوتبال هیرنفین         |
| 6     | هافبک     | توبایاس لیندراث                           | ۲۱ آوریل ۱۹۷۹ (۲۵ سال)   | 36          | باشگاه فوتبال اورتون          |
| 7     | هافبک     | میکائیل نیلسون (بازیکن فوتبال، زاده ۱۹۷۸) | ۲۴ ژوئن ۱۹۷۸ (۲۵ سال)    | 17          | باشگاه فوتبال هالمستاد        |
| 8     | هافبک     | آندرش سونسون                              | ۱۷ ژوئیه ۱۹۷۶ (۲۷ سال)   | 48          | باشگاه فوتبال ساوت‌همپتون      |
| 9     | هافبک     | فردریک لیونبرگ                            | ۱۶ آوریل ۱۹۷۷ (۲۷ سال)   | 34          | باشگاه فوتبال آرسنال          |
| 10    | مهاجم     | زلاتان ابراهیموویچ                        | ۳ اکتبر ۱۹۸۱ (۲۲ سال)    | 24          | باشگاه فوتبال آژاکس آمستردام  |
| 11    | مهاجم     | هنریک لارشون                              | ۲۰ سپتامبر ۱۹۷۱ (۳۲ سال) | 32          | باشگاه فوتبال سلتیک           |
| 12    | دروازه‌بان | ماگنوس هدمان                              | ۱۹ مارس ۱۹۷۳ (۳۱ سال)    | 57          | Ancona                        |
| 13    | مدافع     | پتر هانسون                                | ۱۴ دسامبر ۱۹۷۶ (۲۷ سال)  | 7           | باشگاه فوتبال هیرنفین         |
| 14    | مدافع     | آلکساندر اوستلوند                         | ۲ نوامبر ۱۹۷۸ (۲۵ سال)   | 6           | Hammarby                      |
| 15    | مدافع     | آندریاس یاکوبسون                          | ۶ اکتبر ۱۹۷۲ (۳۱ سال)    | 33          | باشگاه فوتبال بروندبی         |
| 16    | هافبک     | کیم شلستروم                               | ۲۴ اوت ۱۹۸۲ (۲۱ سال)     | 19          | باشگاه فوتبال رن              |
| 17    | هافبک     | آندرش آندرشون (بازیکن فوتبال)             | ۱۵ مارس ۱۹۷۴ (۳۰ سال)    | 22          | باشگاه فوتبال بلننسس          |
| 18    | مهاجم     | ماتیاس یونسون                             | ۱۶ ژانویه ۱۹۷۴ (۳۰ سال)  | 17          | باشگاه فوتبال بروندبی         |
| 19    | هافبک     | پانتوس فارنرود                            | ۴ ژوئن ۱۹۸۰ (۲۴ سال)     | 9           | باشگاه فوتبال استراسبورگ      |
| 20    | مهاجم     | مارکس آلباک                               | ۵ ژوئیه ۱۹۷۳ (۳۰ سال)    | 41          | باشگاه فوتبال استون ویلا      |
| 21    | هافبک     | کریستین ویلهمسن                           | ۸ دسامبر ۱۹۷۹ (۲۴ سال)   | 10          | باشگاه فوتبال اندرلشت         |
| 22    | مدافع     | Erik Wahlstedt                            | ۱۶ آوریل ۱۹۷۶ (۲۸ سال)   | 2           | باشگاه فوتبال هلسینگبورگس     |
| 23    | دروازه‌بان | ماگنوس کیلستت                             | ۲۹ فوریه ۱۹۷۲ (۳۲ سال)   | 12          | باشگاه فوتبال کپنهاگن         |

## گروه D

### جمهوری چک
مربی: کارل بروکنر
| شماره | جایگاه    | بازیکن                      | تاریخ تولد/سن            | بازی‌های ملی | باشگاه                         |
| ----- | --------- | --------------------------- | ------------------------ | ----------- | ------------------------------ |
| 1     | دروازه‌بان | پیتر چک                     | ۲۰ مه ۱۹۸۲ (۲۲ سال)      | 20          | باشگاه فوتبال رن               |
| 2     | مدافع     | زدنک گریگرا                 | ۱۴ مه ۱۹۸۰ (۲۴ سال)      | 22          | باشگاه فوتبال آژاکس آمستردام   |
| 3     | مدافع     | پاول مارش                   | ۱۸ ژانویه ۱۹۷۶ (۲۸ سال)  | 6           | باشگاه فوتبال زنیت سن پترزبورگ |
| 4     | هافبک     | توماش گالاسک                | ۱۵ ژانویه ۱۹۷۳ (۳۱ سال)  | 34          | باشگاه فوتبال آژاکس آمستردام   |
| 5     | مدافع     | رنه بولف                    | ۲۵ فوریه ۱۹۷۴ (۳۰ سال)   | 22          | باشگاه فوتبال بانیک استراوا    |
| 6     | مدافع     | مارک یانکولوفسکی            | ۹ مه ۱۹۷۷ (۲۷ سال)       | 33          | باشگاه فوتبال اودینزه          |
| 7     | مهاجم     | ولادیمیر اسمیچر             | ۲۴ مه ۱۹۷۳ (۳۱ سال)      | 68          | باشگاه فوتبال لیورپول          |
| 8     | هافبک     | کارل پوبورسکی               | ۳۰ مارس ۱۹۷۲ (۳۲ سال)    | 95          | باشگاه فوتبال اسپارتا پراگ     |
| 9     | مهاجم     | یان کولر                    | ۳۰ مارس ۱۹۷۳ (۳۱ سال)    | 52          | باشگاه فوتبال بروسیا دورتموند  |
| 10    | هافبک     | توماش روسیتسکی              | ۴ اکتبر ۱۹۸۰ (۲۳ سال)    | 36          | باشگاه فوتبال بروسیا دورتموند  |
| 11    | هافبک     | پاول ندود(کاپیتان (فوتبال)) | ۳۰ اوت ۱۹۷۲ (۳۱ سال)     | 79          | باشگاه فوتبال یوونتوس          |
| 12    | مهاجم     | ورتیسلاو لاک ونک            | ۲۷ سپتامبر ۱۹۷۳ (۳۰ سال) | 60          | باشگاه فوتبال کایزرسلاوترن     |
| 13    | مدافع     | مارتین جیرینک               | ۲۵ مه ۱۹۷۹ (۲۵ سال)      | 10          | باشگاه فوتبال رجینا            |
| 14    | هافبک     | اشتپان واچوشک               | ۲۶ ژوئیه ۱۹۷۹ (۲۴ سال)   | 15          | باشگاه فوتبال المپیک مارسی     |
| 15    | مهاجم     | میلان باروش                 | ۲۸ اکتبر ۱۹۸۱ (۲۲ سال)   | 29          | باشگاه فوتبال لیورپول          |
| 16    | دروازه‌بان | یارومیر بلاژک               | ۲۹ دسامبر ۱۹۷۲ (۳۱ سال)  | 7           | باشگاه فوتبال اسپارتا پراگ     |
| 17    | مدافع     | توماش هیبسخمان              | ۴ سپتامبر ۱۹۸۱ (۲۲ سال)  | 15          | باشگاه فوتبال اسپارتا پراگ     |
| 18    | مهاجم     | مارک هاینز                  | ۴ اوت ۱۹۷۷ (۲۶ سال)      | 12          | باشگاه فوتبال بانیک استراوا    |
| 19    | هافبک     | رومن تیتسه                  | ۷ مه ۱۹۷۷ (۲۷ سال)       | 25          | باشگاه فوتبال مونیخ ۱۸۶۰       |
| 20    | هافبک     | یاروسلاف پلاشیل             | ۵ ژانویه ۱۹۸۲ (۲۲ سال)   | 2           | باشگاه فوتبال موناکو           |
| 21    | مدافع     | توماس آجفالوسی              | ۲۴ مارس ۱۹۷۸ (۲۶ سال)    | 29          | باشگاه فوتبال هامبورگ          |
| 22    | مدافع     | دیوید روزنال                | ۵ ژوئیه ۱۹۸۰ (۲۳ سال)    | 6           | باشگاه فوتبال کلوب بروژ        |
| 23    | دروازه‌بان | آنتونیو کیسکی               | ۳۱ مه ۱۹۷۵ (۲۹ سال)      | 5           | باشگاه فوتبال ساترن رامنسکویه  |

### آلمان
مربی: رودی فولر
| شماره | جایگاه    | بازیکن                      | تاریخ تولد/سن            | بازی‌های ملی | باشگاه                        |
| ----- | --------- | --------------------------- | ------------------------ | ----------- | ----------------------------- |
| 1     | دروازه‌بان | الیور کان(کاپیتان (فوتبال)) | ۱۵ ژوئن ۱۹۶۹ (۳۴ سال)    | 73          | باشگاه فوتبال بایرن مونیخ     |
| 2     | مدافع     | آندریاس هینکل               | ۲۶ مارس ۱۹۸۲ (۲۲ سال)    | 11          | باشگاه فوتبال اشتوتگارت       |
| 3     | مدافع     | آرنه فریدریش                | ۲۹ مه ۱۹۷۹ (۲۵ سال)      | 21          | باشگاه فوتبال هرتابرلین       |
| 4     | مدافع     | کریستیان وورنس              | ۱۰ مه ۱۹۷۲ (۳۲ سال)      | 60          | باشگاه فوتبال بروسیا دورتموند |
| 5     | مدافع     | ینس نووتنی                  | ۱۱ ژانویه ۱۹۷۴ (۳۰ سال)  | 43          | باشگاه فوتبال بایر ۰۴ لورکوزن |
| 6     | مدافع     | فرانک بومان                 | ۲۹ اکتبر ۱۹۷۵ (۲۸ سال)   | 25          | باشگاه ورزشی وردر برمن        |
| 7     | هافبک     | باستیان شواینشتایگر         | ۱ اوت ۱۹۸۴ (۱۹ سال)      | 7           | باشگاه فوتبال بایرن مونیخ     |
| 8     | هافبک     | دیتمار هامان                | ۲۷ اوت ۱۹۷۳ (۳۰ سال)     | 55          | باشگاه فوتبال لیورپول         |
| 9     | مهاجم     | فردی بوبیچ                  | ۳۰ اکتبر ۱۹۷۱ (۳۲ سال)   | 35          | باشگاه فوتبال هرتابرلین       |
| 10    | مهاجم     | کوین کورانی                 | ۲ مارس ۱۹۸۲ (۲۲ سال)     | 17          | باشگاه فوتبال اشتوتگارت       |
| 11    | مهاجم     | میروسلاو کلوزه              | ۹ ژوئن ۱۹۷۸ (۲۶ سال)     | 43          | باشگاه فوتبال کایزرسلاوترن    |
| 12    | دروازه‌بان | ینس لمان                    | ۱۰ نوامبر ۱۹۶۹ (۳۴ سال)  | 21          | باشگاه فوتبال آرسنال          |
| 13    | هافبک     | میشائل بالاک                | ۲۶ سپتامبر ۱۹۷۶ (۲۷ سال) | 47          | باشگاه فوتبال بایرن مونیخ     |
| 14    | مهاجم     | توماس برداریک               | ۲۳ ژانویه ۱۹۷۵ (۲۹ سال)  | 7           | باشگاه فوتبال هانوفر ۹۶       |
| 15    | هافبک     | زباستین کل                  | ۱۳ فوریه ۱۹۸۰ (۲۴ سال)   | 24          | باشگاه فوتبال بروسیا دورتموند |
| 16    | هافبک     | ینس یرمیس                   | ۵ مارس ۱۹۷۴ (۳۰ سال)     | 54          | باشگاه فوتبال بایرن مونیخ     |
| 17    | مدافع     | کریستیان سایگه              | ۱ فوریه ۱۹۷۲ (۳۲ سال)    | 72          | Unattached                    |
| 18    | هافبک     | فابیان ارنشت                | ۳۰ مه ۱۹۷۹ (۲۵ سال)      | 12          | باشگاه ورزشی وردر برمن        |
| 19    | هافبک     | برند اشنایدر                | ۱۷ نوامبر ۱۹۷۳ (۳۰ سال)  | 42          | باشگاه فوتبال بایر ۰۴ لورکوزن |
| 20    | مهاجم     | لوکاس پودولسکی              | ۴ ژوئن ۱۹۸۵ (۱۹ سال)     | 7           | باشگاه فوتبال کلن             |
| 21    | مدافع     | فیلیپ لام                   | ۱۱ نوامبر ۱۹۸۳ (۲۰ سال)  | 12          | باشگاه فوتبال اشتوتگارت       |
| 22    | هافبک     | تورستن فرینگس               | ۲۲ نوامبر ۱۹۷۶ (۲۷ سال)  | 32          | باشگاه فوتبال بروسیا دورتموند |
| 23    | دروازه‌بان | تیمو هیلدبراند              | ۵ آوریل ۱۹۷۹ (۲۵ سال)    | 2           | باشگاه فوتبال اشتوتگارت       |

### لتونی
مربی: Aleksandrs Starkovs
| شماره | جایگاه    | بازیکن                              | تاریخ تولد/سن            | بازی‌های ملی | باشگاه                            |
| ----- | --------- | ----------------------------------- | ------------------------ | ----------- | --------------------------------- |
| 1     | دروازه‌بان | Aleksandrs Koļinko                  | ۱۸ ژوئن ۱۹۷۵ (۲۸ سال)    | 48          | باشگاه فوتبال روستوف              |
| 2     | مدافع     | ایگورس استپانوف                     | ۲۱ ژانویه ۱۹۷۶ (۲۸ سال)  | 68          | Beveren                           |
| 3     | هافبک     | ویتالییس آستافیفس(کاپیتان (فوتبال)) | ۳ آوریل ۱۹۷۱ (۳۳ سال)    | 102         | باشگاه فوتبال آدمیرا واکر مودلینگ |
| 4     | مدافع     | Mihails Zemļinskis                  | ۲۱ دسامبر ۱۹۶۹ (۳۴ سال)  | 93          | باشگاه فوتبال اسکونتو             |
| 5     | هافبک     | یوریس لایزانس                       | ۶ ژانویه ۱۹۷۹ (۲۵ سال)   | 54          | باشگاه فوتبال زسکا مسکو           |
| 6     | مدافع     | Oļegs Blagonadeždins                | ۱۶ مه ۱۹۷۳ (۳۱ سال)      | 65          | باشگاه فوتبال اسکونتو             |
| 7     | مدافع     | Aleksandrs Isakovs                  | ۱۶ سپتامبر ۱۹۷۳ (۳۰ سال) | 43          | باشگاه فوتبال اسکونتو             |
| 8     | هافبک     | ایمانتس بلیدلیس                     | ۱۶ اوت ۱۹۷۵ (۲۸ سال)     | 78          | Viborg                            |
| 9     | مهاجم     | ماریس ورپاکوفسکیس                   | ۱۵ اکتبر ۱۹۷۹ (۲۴ سال)   | 32          | باشگاه فوتبال دینامو کی‌یف         |
| 10    | هافبک     | Andrejs Rubins                      | ۲۶ نوامبر ۱۹۷۸ (۲۵ سال)  | 55          | باشگاه فوتبال شینیک یاروسلاول     |
| 11    | مهاجم     | Andrejs Prohorenkovs                | ۵ فوریه ۱۹۷۷ (۲۷ سال)    | 10          | باشگاه فوتبال مکابی تل آویو       |
| 12    | دروازه‌بان | Andrejs Piedels                     | ۱۷ سپتامبر ۱۹۷۰ (۳۳ سال) | 6           | باشگاه فوتبال اسکونتو             |
| 13    | هافبک     | یورگیس پوچینسکس                     | ۱ مارس ۱۹۷۳ (۳۱ سال)     | 14          | باشگاه فوتبال لوچ ولادی‌وستوک      |
| 14    | هافبک     | Valentīns Lobaņovs                  | ۲۳ اکتبر ۱۹۷۱ (۳۲ سال)   | 47          | باشگاه فوتبال متالورگ زاپروژیا    |
| 15    | مدافع     | Māris Smirnovs                      | ۲ ژوئن ۱۹۷۶ (۲۸ سال)     | 3           | باشگاه فوتبال ونتسپیلس            |
| 16    | مدافع     | Dzintars Zirnis                     | ۲۵ آوریل ۱۹۷۷ (۲۷ سال)   | 18          | باشگاه فوتبال لیپایاس متالورگس    |
| 17    | مهاجم     | Marians Pahars                      | ۵ اوت ۱۹۷۶ (۲۷ سال)      | 60          | باشگاه فوتبال ساوت‌همپتون          |
| 18    | مدافع     | Igors Korabļovs                     | ۲۳ نوامبر ۱۹۷۴ (۲۹ سال)  | 12          | باشگاه فوتبال ونتسپیلس            |
| 19    | هافبک     | Andrejs Štolcers                    | ۷ اوت ۱۹۷۴ (۲۹ سال)      | 76          | باشگاه فوتبال فولام               |
| 20    | دروازه‌بان | Andrejs Pavlovs                     | ۲۲ فوریه ۱۹۷۹ (۲۵ سال)   | 2           | باشگاه فوتبال اسکونتو             |
| 21    | مهاجم     | Mihails Miholaps                    | ۲۴ اوت ۱۹۷۴ (۲۹ سال)     | 27          | باشگاه فوتبال اسکونتو             |
| 22    | مدافع     | Artūrs Zakreševskis                 | ۷ اوت ۱۹۷۱ (۳۲ سال)      | 46          | باشگاه فوتبال اسکونتو             |
| 23    | مهاجم     | Vīts Rimkus                         | ۲۱ ژوئن ۱۹۷۳ (۳۰ سال)    | 46          | باشگاه فوتبال ونتسپیلس            |

### هلند
مربی: دیک آتفوکات
| شماره | جایگاه    | بازیکن                          | تاریخ تولد/سن            | بازی‌های ملی | باشگاه                        |
| ----- | --------- | ------------------------------- | ------------------------ | ----------- | ----------------------------- |
| 1     | دروازه‌بان | ادوین فن در سار                 | ۲۹ اکتبر ۱۹۷۰ (۳۳ سال)   | 82          | باشگاه فوتبال فولام           |
| 2     | مدافع     | مایکل ریزیگر                    | ۳ مه ۱۹۷۳ (۳۱ سال)       | 66          | باشگاه فوتبال بارسلونا        |
| 3     | مدافع     | یاپ استام                       | ۱۷ ژوئیه ۱۹۷۲ (۳۱ سال)   | 60          | باشگاه ورزشی لاتزیو           |
| 4     | مدافع     | ویلفرد بوما                     | ۱۵ ژوئن ۱۹۷۸ (۲۵ سال)    | 10          | باشگاه فوتبال پی‌اس‌وی آیندهوون |
| 5     | مدافع     | جووانی فن برونکهورست            | ۵ فوریه ۱۹۷۵ (۲۹ سال)    | 34          | باشگاه فوتبال بارسلونا        |
| 6     | هافبک     | فیلیپ کوکو                      | ۲۹ اکتبر ۱۹۷۰ (۳۳ سال)   | 77          | باشگاه فوتبال بارسلونا        |
| 7     | هافبک     | Andy van der Meyde              | ۳۰ سپتامبر ۱۹۷۹ (۲۴ سال) | 11          | باشگاه فوتبال اینتر میلان     |
| 8     | هافبک     | ادگار داویدس                    | ۱۳ مارس ۱۹۷۳ (۳۱ سال)    | 61          | باشگاه فوتبال بارسلونا        |
| 9     | مهاجم     | پاتریک کلایورت                  | ۱ ژوئیه ۱۹۷۶ (۲۷ سال)    | 77          | باشگاه فوتبال بارسلونا        |
| 10    | مهاجم     | رود فن نیستلروی                 | ۱ ژوئیه ۱۹۷۶ (۲۷ سال)    | 31          | باشگاه فوتبال منچستر یونایتد  |
| 11    | هافبک     | رافائل فن در فارت               | ۱۱ فوریه ۱۹۸۳ (۲۱ سال)   | 16          | باشگاه فوتبال آژاکس آمستردام  |
| 12    | مهاجم     | روی ماکای                       | ۹ مارس ۱۹۷۵ (۲۹ سال)     | 13          | باشگاه فوتبال بایرن مونیخ     |
| 13    | دروازه‌بان | ساندر وسترفلد                   | ۲۳ اکتبر ۱۹۷۴ (۲۹ سال)   | 6           | باشگاه فوتبال رئال سوسیداد    |
| 14    | هافبک     | وسلی اسنایدر                    | ۹ ژوئن ۱۹۸۴ (۲۰ سال)     | 7           | باشگاه فوتبال آژاکس آمستردام  |
| 15    | مدافع     | فرانک دی بوئر(کاپیتان (فوتبال)) | ۱۵ مه ۱۹۷۰ (۳۴ سال)      | 110         | باشگاه فوتبال رنجرز           |
| 16    | هافبک     | مارک اورمارس                    | ۲۹ مارس ۱۹۷۳ (۳۱ سال)    | 82          | باشگاه فوتبال بارسلونا        |
| 17    | مهاجم     | پیر فن هویدونک                  | ۲۹ نوامبر ۱۹۶۹ (۳۴ سال)  | 38          | باشگاه فوتبال فنرباغچه        |
| 18    | مدافع     | جون هایتینخا                    | ۱۵ نوامبر ۱۹۸۳ (۲۰ سال)  | 6           | باشگاه فوتبال آژاکس آمستردام  |
| 19    | هافبک     | آرین روبن                       | ۲۳ ژانویه ۱۹۸۴ (۲۰ سال)  | 4           | باشگاه فوتبال پی‌اس‌وی آیندهوون |
| 20    | هافبک     | کلارنس سیدورف                   | ۱ آوریل ۱۹۷۶ (۲۸ سال)    | 71          | باشگاه فوتبال آ.ث. میلان      |
| 21    | هافبک     | پل بوسفلت                       | ۲۶ مارس ۱۹۷۰ (۳۴ سال)    | 21          | باشگاه فوتبال منچستر سیتی     |
| 22    | هافبک     | بودوین زندن                     | ۱۵ اوت ۱۹۷۶ (۲۷ سال)     | 51          | باشگاه فوتبال میدلزبرو        |
| 23    | دروازه‌بان | Ronald Waterreus                | ۲۵ اوت ۱۹۷۰ (۳۳ سال)     | 6           | باشگاه فوتبال پی‌اس‌وی آیندهوون |